# Мануфактура «Мир гуслей»
Мануфактура «Мир гуслей» — российское предприятие, занимающееся серийным изготовлением гуслей. Находится в селе Пушкино Калининского района Тверской области. Основано в 2012 году.

## История
Предприятие основано бывшим автомехаником из Санкт-Петербурга Сергеем Горчаковым. Первые гусли он изготовил в 2010 году самостоятельно. В дальнейшем основал предприятие, чтобы увеличить объёмы. 
В ночь с 20 на 21 января 2018 года произошёл поджог предприятия, в результате которого почти все заготовки, материал и готовая продукция сгорели вместе со зданием. Однако благодаря финансовым сборам в интернете и поддержке друзей, С. Горчакову удалось заново восстановить предприятие и вернуться к прежним объёмам выпуска.

## Особенности производства
Акцент предприятия сделан на массовости выпуска высококачественной продукции. При изготовлении гуслей использованы технологии, позволяющие изготавливать отличные, но при этом доступные по цене инструменты, в том числе профессиональные.
На сегодняшний день (февраль 2023 г.) производительность мануфактуры 200 — 250 гуслей в месяц. В данный момент в ассортименте предприятия 52 модели гуслей. Основным сырьем для корпуса гуслей является ольха, клён. Также при изготовлении гуслей используются такие породы древесины, как бук, ель, красное дерево.
За 10 лет работы предприятие выпустило около 14 000 инструментов и к настоящему моменту является крупнейшим производством гуслей в мире.